# Vòng loại Giải vô địch bóng đá thế giới 2014 – Khu vực châu Âu (Bảng F)
Dưới đây là kết quả các trận đấu trong khuôn khổ bảng F - vòng loại giải vô địch bóng đá thế giới 2014 - khu vực châu Âu. 6 đội bóng châu Âu bao gồm Azerbaijan, Israel, Luxembourg, Bắc Ireland, Bồ Đào Nha và Nga, thi đấu trong hai năm 2012 và 2013, theo thể thức lượt đi-lượt về, vòng tròn tính điểm, lấy hai đội đầu bảng tham gia vòng chung kết.
Sau khi kết thúc vòng loại, Nga đã chính thức giành quyền tham dự World Cup 2014 và Bồ Đào Nha sẽ tham dự vòng đấu play-off.

## Bảng xếp hạng
| Đội            | ST | T | H | B | BT | BB | HS  | Đ  |  | Nga | Bồ Đào Nha | Israel | Azerbaijan | Bắc Ireland | Luxembourg |
| -------------- | -- | - | - | - | -- | -- | --- | -- |  | --- | ---------- | ------ | ---------- | ----------- | ---------- |
| Nga (Q)        | 10 | 7 | 1 | 2 | 20 | 5  | +15 | 22 |  |     | 1–0        | 3–1    | 1–0        | 2–0         | 4–1        |
| Bồ Đào Nha (A) | 10 | 6 | 3 | 1 | 20 | 9  | +11 | 21 |  | 1–0 |            | 1–1    | 3–0        | 1–1         | 3–0        |
| Israel         | 10 | 3 | 5 | 2 | 19 | 14 | +5  | 14 |  | 0–4 | 3–3        |        | 1–1        | 1–1         | 3–0        |
| Azerbaijan     | 10 | 1 | 6 | 3 | 7  | 11 | −4  | 9  |  | 1–1 | 0–2        | 1–1    |            | 2–0         | 1–1        |
| Bắc Ireland    | 10 | 1 | 4 | 5 | 9  | 17 | −8  | 7  |  | 1–0 | 2–4        | 0–2    | 1–1        |             | 1–1        |
| Luxembourg     | 10 | 1 | 3 | 6 | 7  | 26 | −19 | 6  |  | 0–4 | 1–2        | 0–6    | 0–0        | 3–2         |            |

## Kết quả
Lịch thi đấu của bảng F đã được quyết định sau cuộc họp tại Thành phố Luxembourg, Luxembourg, vào ngày 25 tháng 11 năm 2011.
| Nga                                 | 2–0      | Bắc Ireland |
| ----------------------------------- | -------- | ----------- |
| Fayzulin 30' · Shirokov 78' (ph.đ.) | Chi tiết |             |

| Azerbaijan  | 1–1      | Israel     |
| ----------- | -------- | ---------- |
| Abishov 65' | Chi tiết | Natkho 50' |

| Luxembourg  | 1–2      | Bồ Đào Nha                |
| ----------- | -------- | ------------------------- |
| da Mota 13' | Chi tiết | Ronaldo 28' · Postiga 54' |

| Israel | 0–4      | Nga                                            |
| ------ | -------- | ---------------------------------------------- |
|        | Chi tiết | Kerzhakov 7', 64' · Kokorin 18' · Fayzulin 78' |

| Bắc Ireland | 1–1      | Luxembourg  |
| ----------- | -------- | ----------- |
| Shiels 14'  | Chi tiết | da Mota 86' |

| Bồ Đào Nha                           | 3–0      | Azerbaijan |
| ------------------------------------ | -------- | ---------- |
| Varela 63' · Postiga 85' · Alves 88' | Chi tiết |            |

| Nga          | 1–0      | Bồ Đào Nha |
| ------------ | -------- | ---------- |
| Kerzhakov 6' | Chi tiết |            |

| Luxembourg | 0–6      | Israel                                                         |
| ---------- | -------- | -------------------------------------------------------------- |
|            | Chi tiết | Radi 4' · Ben Basat 12' · Hemed 27', 74', 90+1' · Melikson 61' |

| Nga                  | 1–0      | Azerbaijan |
| -------------------- | -------- | ---------- |
| Shirokov 84' (ph.đ.) | Chi tiết |            |

| Israel                         | 3–0      | Luxembourg |
| ------------------------------ | -------- | ---------- |
| Hemed 13', 48' · Ben Basat 35' | Chi tiết |            |

| Bồ Đào Nha  | 1–1      | Bắc Ireland |
| ----------- | -------- | ----------- |
| Postiga 79' | Chi tiết | McGinn 30'  |

| Bắc Ireland | 1–1      | Azerbaijan |
| ----------- | -------- | ---------- |
| Healy 90+6' | Chi tiết | Aliyev 5'  |

| Israel                                  | 3–3      | Bồ Đào Nha                              |
| --------------------------------------- | -------- | --------------------------------------- |
| Hemed 24' · Ben Basat 40' · Gershon 70' | Chi tiết | Alves 2' · Postiga 72' · Coentrão 90+3' |

| Luxembourg | 0–0      | Azerbaijan |
| ---------- | -------- | ---------- |
|            | Chi tiết |            |

| Azerbaijan | 0–2      | Bồ Đào Nha                 |
| ---------- | -------- | -------------------------- |
|            | Chi tiết | Alves 63' · H. Almeida 79' |

| Bắc Ireland | 0–2      | Israel                       |
| ----------- | -------- | ---------------------------- |
|             | Chi tiết | Refaelov 77' · Ben Basat 84' |

| Azerbaijan  | 1–1      | Luxembourg |
| ----------- | -------- | ---------- |
| Abishov 71' | Chi tiết | Bensi 80'  |

| Bồ Đào Nha | 1–0      | Nga |
| ---------- | -------- | --- |
| Postiga 9' | Chi tiết |     |

| Bắc Ireland  | 1–0      | Nga |
| ------------ | -------- | --- |
| Paterson 43' | Chi tiết |     |

| Nga                                             | 4–1      | Luxembourg  |
| ----------------------------------------------- | -------- | ----------- |
| Kokorin 1', 36' · Kerzhakov 59' · Samedov 90+3' | Chi tiết | Joachim 90' |

| Bắc Ireland            | 2–4      | Bồ Đào Nha                        |
| ---------------------- | -------- | --------------------------------- |
| McAuley 36' · Ward 52' | Chi tiết | Alves 21' · Ronaldo 68', 77', 83' |

| Israel       | 1–1      | Azerbaijan      |
| ------------ | -------- | --------------- |
| Shechter 73' | Chi tiết | Amirguliyev 61' |

| Nga                                             | 3–1      | Israel       |
| ----------------------------------------------- | -------- | ------------ |
| V. Berezutski 49' · Kokorin 52' · Glushakov 74' | Chi tiết | Zahavi 90+3' |

| Luxembourg                              | 3–2      | Bắc Ireland                |
| --------------------------------------- | -------- | -------------------------- |
| Joachim 45+1' · Bensi 78' · Jänisch 87' | Chi tiết | Paterson 14' · McAuley 82' |

| Azerbaijan                    | 2–0      | Bắc Ireland |
| ----------------------------- | -------- | ----------- |
| Dadashov 58' · Shukurov 90+4' | Chi tiết |             |

| Luxembourg | 0–4      | Nga                                                         |
| ---------- | -------- | ----------------------------------------------------------- |
|            | Chi tiết | Samedov 9' · Fayzulin 39' · Glushakov 45+2' · Kerzhakov 73' |

| Bồ Đào Nha | 1–1      | Israel        |
| ---------- | -------- | ------------- |
| Costa 28'  | Chi tiết | Ben Basat 85' |

| Azerbaijan  | 1–1      | Nga          |
| ----------- | -------- | ------------ |
| Javadov 90' | Chi tiết | Shirokov 16' |

| Israel        | 1–1      | Bắc Ireland |
| ------------- | -------- | ----------- |
| Ben Basat 43' | Chi tiết | Davis 72'   |

| Bồ Đào Nha                          | 3–0      | Luxembourg |
| ----------------------------------- | -------- | ---------- |
| Varela 30' · Nani 36' · Postiga 78' | Chi tiết |            |

Chú thích
1. ↑  Bắc Ireland vs Nga đã được ban đầu được diễn ra vào ngày 22 tháng 3 năm 2013, 19:45 giờ địa phương, nhưng đã bị hoãn lại vào ngày hôm sau, 15:00 giờ địa phương, do tuyết rơi dày,[3] và đã bị hoãn lại sau khi kiểm tra sân vào buổi sáng ngày 23 tháng 3 năm 2013.[4] Trận đấu được dời lại vào ngày 14 tháng 8 năm 2013.[5]
2. ↑  Trận đấu giữa Nga và Luxembourg ban đầu được bắt đầu vào lúc 18:30 giờ địa phương, nhưng đã bị trì hoãn một giờ do trời mưa.[6]

## Danh sách cầu thủ ghi bàn
6 bàn
| - Eden Ben Basat | - Tomer Hemed | - Hélder Postiga |

5 bàn
| - Aleksandr Kerzhakov |

4 bàn
| - Bruno Alves | - Cristiano Ronaldo | - Aleksandr Kokorin |

3 bàn
| - Viktor Fayzulin | - Roman Shirokov |  |

2 bàn
| - Ruslan Abishov - Stefano Bensi - Daniel da Mota | - Aurélien Joachim - Gareth McAuley - Martin Paterson | - Silvestre Varela - Denis Glushakov - Aleksandr Samedov |

1 bàn
| - Rauf Aliyev - Rahid Amirguliyev - Rufat Dadashov - Vagif Javadov - Mahir Shukurov - Rami Gershon - Maor Melikson - Bibras Natkho | - Maharan Radi - Lior Refaelov - Itay Shechter - Eran Zahavi - Mathias Jänisch - Steven Davis - David Healy - Niall McGinn | - Dean Shiels - Jamie Ward - Hugo Almeida - Fábio Coentrão - Ricardo Costa - Nani - Vasili Berezutski |

## Thẻ phạt
| Pos | Cầu thủ            | Quốc gia    | Thẻ vàng | Thẻ đỏ | Treo giò                                                                           | Ghi chú |
| --- | ------------------ | ----------- | -------- | ------ | ---------------------------------------------------------------------------------- | --- |
| FW  | Rauf Aliyev        | Azerbaijan  | 3        | 1      | vs Luxembourg (ngày 7 tháng 6 năm 2013)                                            | Đuổi khỏi sân trong trận vòng loại giải vô địch bóng đá thế giới 2014                                                                 |
| DF  | Gareth McAuley     | Bắc Ireland | 3        | 0      | vs Portugal (ngày 16 tháng 10 năm 2012)                                            | Vắng mặt trong 2 trận vòng loại giải vô địch bóng đá thế giới 2014                                                                    |
| GK  | Kamran Agayev      | Azerbaijan  | 2        | 0      | vs Northern Ireland (ngày 14 tháng 11 năm 2012)                                    | Vắng mặt trong 2 trận vòng loại giải vô địch bóng đá thế giới 2014                                                                    |
| ST  | Kyle Lafferty      | Bắc Ireland | 2        | 0      | vs Israel (ngày 26 tháng 3 năm 2013)                                               | Vắng mặt trong 2 trận vòng loại giải vô địch bóng đá thế giới 2014                                                                    |
| MF  | Chris Baird        | Bắc Ireland | 2        | 0      | vs Israel (ngày 26 tháng 3 năm 2013)                                               | Vắng mặt trong 2 trận vòng loại giải vô địch bóng đá thế giới 2014                                                                    |
| FW  | Cristiano Ronaldo  | Bồ Đào Nha  | 4        | 0      | vs Azerbaijan (ngày 26 tháng 3 năm 2013) vs Luxembourg (ngày 15 tháng 10 năm 2013) | Vắng mặt trong 2 trận vòng loại giải vô địch bóng đá thế giới 2014                                                                    |
| FW  | Tomer Hemed        | Israel      | 2        | 0      | vs Northern Ireland (ngày 26 tháng 3 năm 2013)                                     | Vắng mặt trong 2 trận vòng loại giải vô địch bóng đá thế giới 2014                                                                    |
| DF  | Mathias Jänisch    | Luxembourg  | 2        | 0      | vs Belgium (ngày 26 tháng 3 năm 2013)                                              | Vắng mặt trong 2 trận vòng loại giải vô địch bóng đá thế giới 2014                                                                    |
| FW  | Vüqar Nadirov      | Azerbaijan  | 2        | 0      | vs Luxembourg (ngày 7 tháng 6 năm 2013)                                            | Vắng mặt trong 2 trận vòng loại giải vô địch bóng đá thế giới 2014                                                                    |
| DF  | Pepe               | Bồ Đào Nha  | 4        | 0      | vs Russia (ngày 7 tháng 6 năm 2013) vs Luxembourg (ngày 15 tháng 10 năm 2013)      | Vắng mặt trong 2 trận vòng loại giải vô địch bóng đá thế giới 2014 Vắng mặt trong 2 trận vòng loại giải vô địch bóng đá thế giới 2014 |
| MF  | Chris Brunt        | Bắc Ireland | 4        | 1      | vs Russia (ngày 14 tháng 8 năm 2013) vs Luxembourg (ngày 10 tháng 9 năm 2013)      | Vắng mặt trong 2 trận vòng loại giải vô địch bóng đá thế giới 2014 Vắng mặt trong 2 trận vòng loại giải vô địch bóng đá thế giới 2014 |
| ST  | Branimir Subasic   | Azerbaijan  | 0        | 1      | vs Israel (ngày 6 tháng 9 năm 2013)                                                | Đuổi khỏi sân trong trận vòng loại giải vô địch bóng đá thế giới 2014                                                                 |
| DF  | Mario Mutsch       | Luxembourg  | 2        | 0      | vs Russia (ngày 6 tháng 9 năm 2013)                                                | Vắng mặt trong 2 trận vòng loại giải vô địch bóng đá thế giới 2014                                                                    |
| DF  | Daniel Lafferty    | Bắc Ireland | 2        | 0      | vs Portugal (ngày 6 tháng 9 năm 2013)                                              | Vắng mặt trong 2 trận vòng loại giải vô địch bóng đá thế giới 2014                                                                    |
| DF  | Vasili Berezutski  | Nga         | 2        | 0      | vs Luxembourg (ngày 6 tháng 9 năm 2013)                                            | Vắng mặt trong 2 trận vòng loại giải vô địch bóng đá thế giới 2014                                                                    |
| MF  | Ben Payal          | Luxembourg  | 2        | 0      | vs Northern Ireland (ngày 10 tháng 9 năm 2013)                                     | Vắng mặt trong 2 trận vòng loại giải vô địch bóng đá thế giới 2014                                                                    |
| ST  | Kyle Lafferty      | Bắc Ireland | 1        | 1      | vs Luxembourg (ngày 10 tháng 9 năm 2013)                                           | Đuổi khỏi sân trong trận vòng loại giải vô địch bóng đá thế giới 2014                                                                 |
| DF  | Fábio Coentrão     | Bồ Đào Nha  | 2        | 0      | vs Israel (ngày 11 tháng 10 năm 2013)                                              | Vắng mặt trong 2 trận vòng loại giải vô địch bóng đá thế giới 2014                                                                    |
| FW  | Hélder Postiga     | Bồ Đào Nha  | 0        | 1      | vs Israel (ngày 11 tháng 10 năm 2013)                                              | Đuổi khỏi sân trong trận vòng loại giải vô địch bóng đá thế giới 2014                                                                 |
| DF  | Eytan Tibi         | Israel      | 2        | 0      | vs Russia (ngày 10 tháng 9 năm 2013)                                               | Vắng mặt trong 2 trận vòng loại giải vô địch bóng đá thế giới 2014                                                                    |
| MF  | Ruslan Abishov     | Azerbaijan  | 2        | 0      | vs Northern Ireland (ngày 11 tháng 10 năm 2013)                                    | Vắng mặt trong 2 trận vòng loại giải vô địch bóng đá thế giới 2014                                                                    |
| DF  | Sergey Ignashevich | Nga         | 2        | 0      | vs Luxembourg (ngày 11 tháng 10 năm 2013)                                          | Vắng mặt trong 2 trận vòng loại giải vô địch bóng đá thế giới 2014                                                                    |
| FW  | Aurélien Joachim   | Luxembourg  | 2        | 0      | vs Russia (ngày 11 tháng 10 năm 2013)                                              | Vắng mặt trong 2 trận vòng loại giải vô địch bóng đá thế giới 2014                                                                    |
| DF  | Rasim Ramaldanov   | Azerbaijan  | 2        | 0      | vs Russia (ngày 15 tháng 10 năm 2013)                                              | Vắng mặt trong 2 trận vòng loại giải vô địch bóng đá thế giới 2014                                                                    |
| MF  | Oliver Norwood     | Bắc Ireland | 2        | 0      | vs Israel (ngày 15 tháng 10 năm 2013)                                              | Vắng mặt trong 2 trận vòng loại giải vô địch bóng đá thế giới 2014                                                                    |
| DF  | Jonny Evans        | Bắc Ireland | 0        | 1      | vs Israel (ngày 15 tháng 10 năm 2013)                                              | Vắng mặt trong 2 trận vòng loại giải vô địch bóng đá thế giới 2014                                                                    |
| MF  | Denis Glushakov    | Nga         | 2        | 0      | vs TBD (2014)                                                                      | Vắng mặt trong 2 trận vòng loại giải vô địch bóng đá thế giới 2014                                                                    |